# Gustaf Adolf Fleming
Gustaf Adolf Fleming, född 31 juli 1781 på Årsta slott, Österhaninge socken, död 14 januari 1848 i Stockholm, var en svensk militär och friherre.
Gustaf Adolf Fleming var son till överste Fredrik Fleming. Han erhöll sin första officersfullmakt som underlöjtnant vid artilleriet som treåring, dock utan tur- och befordringsrätt. 1798 blev han underlöjtnant vid Svea artilleriregemente och deltog i Pommerska kriget och vid belägringen av Stralsund. 1809 var Fleming batterichef i kustarmén och blev 1813 överadjutant hos chefen för reservarméns artilleri. Som sådan deltog han i norska fälttåget. Fleming befordrades 1820 till major och bataljonschef vid Göta artilleriregemente och 1821 till överstelöjtnant i armén. 1825 förordnades han av dåvarande generalfälttygmästaren kronprins Oscar till chef för artilleristaben, befordrades 1826 till överste i artilleriet och blev 1834 överste och chef för Göta artilleriregemente. Fleming utnämndes 1837 till generaladjutant i armén och tog avsked 1840. Han utmärkte sig genom sitt lugn och sina kraftfulla åtgärder i samband med koleraepidemin i Göteborg 1834. För sina insatser i samband med kolerautbrottet belönades han med svärdsorden med briljanter och förordnades kort därefter att förvalta landshövdingeämbetet i Göteborg under ett år. Han blev 1816 ledamot av Kungliga Krigsvetenskapsakademien.